# Argiope trifasciata
Argiope trifasciata (лат.), т. е. аргиопа трёхполосная, — вид аранеоморфных пауков, относящийся к семейству пауков-кругопрядов (лат. Araneidae). Это один из видов пауков, обитающих по всему миру. Впервые был описан шведским натуралистом Пером Форссколем в 1775 году. Аргиопу трёхполосную можно встретить в некоторых регионах Европы, в частности на Пиренейском полуострове, на Канарских островах или острове Мадейра. В некоторых областях их считают вредителями.
Представители вида проявляют наибольшую активность с приходом осени — с начала сентября, когда спадает летний зной, до конца октября. 
Ловчая сеть аргиопы трёхполосной достигает в диаметре около 60 см. Длина полотна зависит от размеров особи, и его общая протяжённость может достигать 2 метров. Яд, которым эти пауки убивают свою добычу (почти исключительно насекомых), не представляет опасности для человека.
Виду присущ выраженный половой диморфизм — самки отличаются от самцов яркой окраской и значительно более крупными размерами: длина тела самки составляет 12—26 мм, самца — до 5,5 мм.
Осенью самка формирует кокон, после чего вскоре умирает. Потомство, перезимовав в коконе, с наступлением весны покидает его.

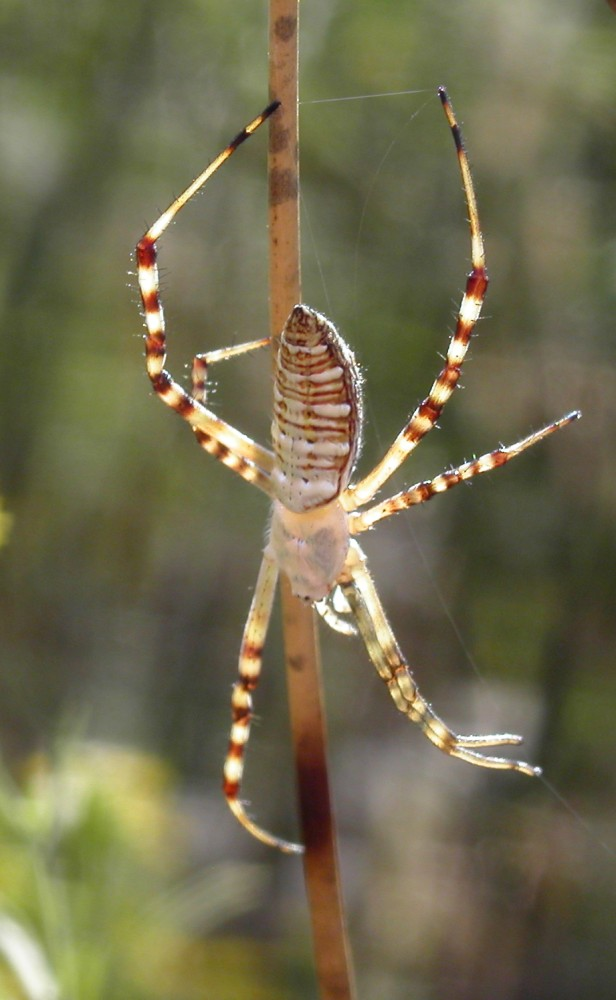
Молодой паук

## Подвиды
Этот вид делится на следующие подвиды:
- Argiope trifasciata deserticola, 1906 (Судан)
- Argiope trifasciata kauaiensis, 1900 (Гавайи)